# Arkivföreningen
Arkivföreningen (finska: Arkistoyhdistys) är en finländsk vetenskaplig och kulturell förening grundad 1947 i syfte att förena de aktiva inom arkivbranschen, främja kännedomen om såväl denna bransch som arkivintresset samt bevaka medlemskårens yrkesintressen.
Arkivföreningen anordnar årligen seminarier och stöder medlemmar som deltar i utländska och inhemska arkivkonferenser och dylikt. Från och med år 1983 utger föreningen publikationsserien Arkisto. Föreningen tjänstgör även som remissinstans gällande till exempel lagförslag som berör arbetsmiljön inom arkivbranschen. Föreningens medlemmar arbetar antingen inom arkivbranschen eller är privatpersoner med intresse för detta gebit.
År 2015 hade man 576 medlemmar. Arkivföreningen är  medlem i Vetenskapliga samfundens delegation.